# Rheinmetall KZO

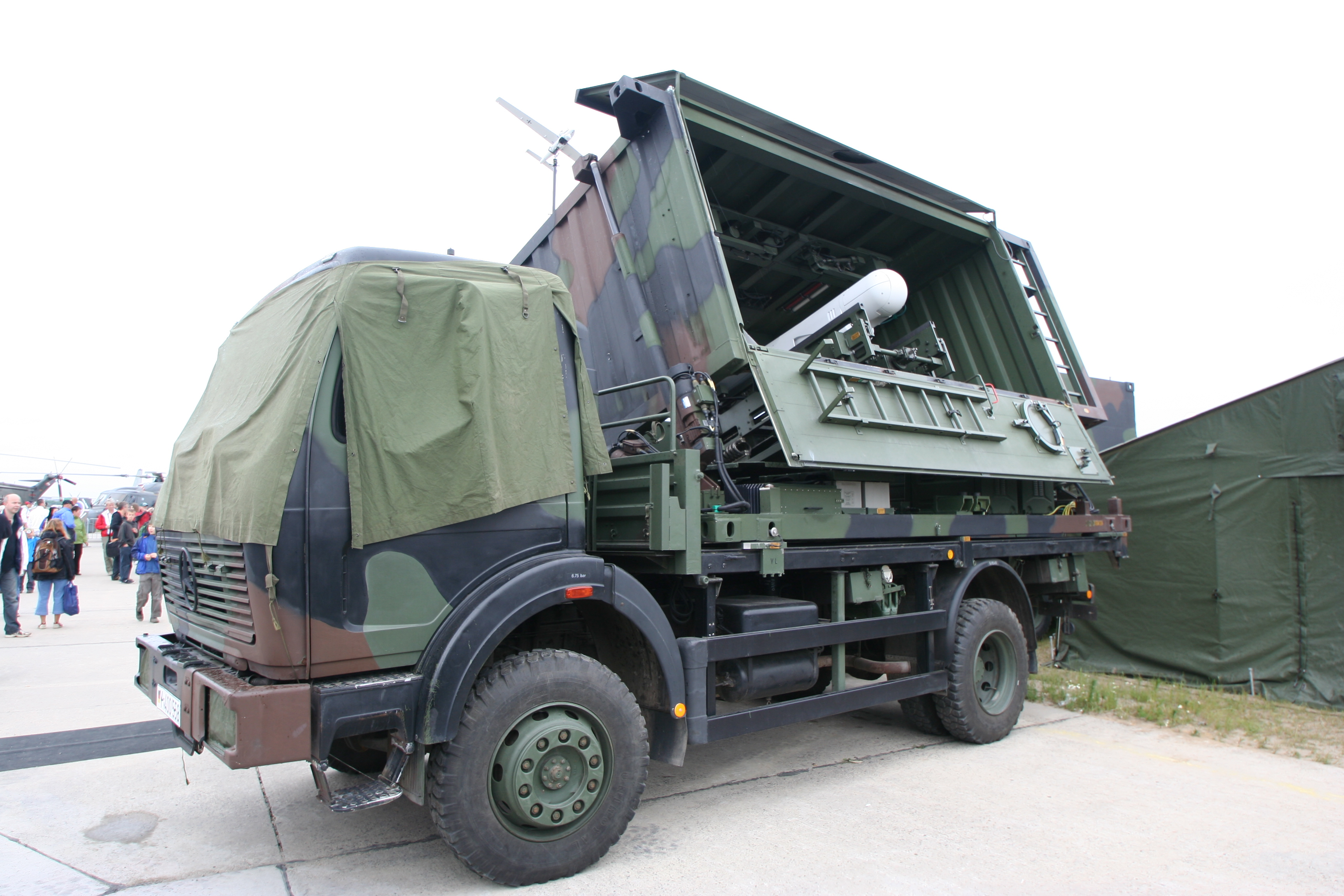
KZO bei der ILA, 2010

Die KZO (Kleinfluggerät Zielortung; früher Brevel) des Herstellers Rheinmetall ist ein unbemanntes Luftfahrzeug (eine sogenannte Drohne, fachlich ein tactical unmanned aerial system, kurz TUAS), das die Heeresaufklärungstruppe und die Artillerietruppe des deutschen Heeres zur Aufklärung und Zielortung einsetzt. Das Fluggerät bildete auch die technische Basis für eine Drohne zur elektronischen Kampfführung, die jedoch nicht eingeführt wurde.

## Fluggerät
Die durch ein Raketentriebwerk startende, dann mittels eines Propellers angetriebene und schließlich an einem Fallschirm landende Drohne liefert per Funk fortlaufend Videoaufnahmen an die Bodenstation. Der Zeitversatz bleibt unter einer Minute.
Da die Kamera auf Infrarotstrahlung ausgelegt ist, funktioniert sie unabhängig von Tageslicht.
Die Datenübertragung wurde auf eine Reichweite von mindestens 120 km ausgelegt und erfolgt mit radargeführten Richtantennen sowie Frequenzspreizung mit Frequenzsprungverfahren. In der Praxis beträgt die Reichweite 100 km und die Aufklärungsreichweite 65 km.
Die abzufliegende Route wird vor dem Start programmiert, kann aber während des Einsatzes geändert werden. Autonome Geländeüberwachung und Zielverfolgung sind ebenfalls möglich.
Zur Entwicklung bildete die französisch-britische Matra BAe Dynamics und die deutsche STN Atlas Elektronik das Konsortium GIE Eurodrone, welches von Deutschland und Frankreich beauftragt wurde. Zur Jahrtausendwende tendierte Frankreich gegen und Deutschland für eine Beschaffung.
Die Serienfertigung wurde im Jahr 2001 vom Bundestag beschlossen. Bis Mitte 2009 wurden sechs Systeme mit je zehn Drohnen im Gesamtwert von 300 Millionen Euro bestellt.
Zu jedem System gehören Bodenstation und je zwei Startrampen-, Antennen-, Wartungs- und Bergungsfahrzeuge. Das erste Seriensystem wurde der Bundeswehr am 28. November 2005 in Bremen vom heutigen Generalunternehmer Rheinmetall Defence Electronics (RDE) übergeben.
Seit November 2006 ist das KZO ein amtlich zugelassenes unbemanntes Luftfahrzeug. Die Wehrtechnische Dienststelle 61 in Manching hat mit der Musterzulassung die Verkehrssicherheit und die Luftfahrttauglichkeit des Systems KZO bescheinigt. Damit ist in der Bundesrepublik erstmals ein unbemanntes Luftfahrzeugsystem vollständig nach einer Zulassungsnorm für unbemannte Luftfahrzeuge geprüft und für den bestimmungsgerechten Einsatz zugelassen worden. Rheinmetall Defence Electronics ist der Inhaber der Musterzulassung.
Die Drohne wird von einem Startfahrzeug aus einem Behälter mittels eines Feststoff-Raketentriebwerkes (Booster) gestartet. Den Motor für den Propeller liefert seit Sommer 2010 der Hersteller Göbler-Hirth Motoren. Die Landung an einem Fallschirm wird beim Aufsetzen auf dem Boden durch Airbags gedämpft. Das Fluggerät ist nach wenigen Stunden wieder einsatzbereit. Vor einem erneuten Einsatz müssen folgende Flugverbrauchsmaterialien erneuert werden: Fallschirm, eine Bergebatterie für die Landung der Drohne, zwei Airbags mit kleinen Druckgasflaschen sowie Treibstoff.
2007 betrug der Stückpreis brutto rund 3.000.000 Euro.
Bis 2007 gab es zudem 18 Verluste.
Bis Juni 2014 wurden insgesamt 61 Aufklärungsdrohnen geliefert, von denen sich zu diesem Zeitpunkt 43 Drohnen im „nutzbaren Bestand“ der Bundeswehr befanden. Insgesamt gingen bis Juni 2014 18 KZO verloren, von den 12 zerstört wurden (9 durch Absturz) und 6 als vermisst galten.
Bis Mitte Februar 2012 waren lediglich drei KZO während der Ausbildung in Deutschland und vier während des Einsatzes in Afghanistan abgestürzt.
Die Nutzungsdauer von KZO wurde in der Artillerietruppe und der Heeresaufklärungstruppe der Bundeswehr von 2023 auf 2026 verlängert. Grund ist, dass der für die Truppengattung vorgesehene Nachfolger, das unbemannte Luftfahrzeug mittlerer Reichweite Luna NG (Next Generation), auch HUSAR (Hocheffizientes Unbemanntes System zur Aufklärung mittlerer Reichweite) genannt, später zur Verfügung stehen wird. Infolgedessen wurde auch im ersten Halbjahr 2022 entschieden, die aktiven Systeme KZO von 12 auf 6 zu reduzieren.

## Einsätze
Seit Ende Juli 2009 wurde das Drohnensystem KZO von der Bundeswehr im Rahmen des ISAF-Einsatzes im Raum Kunduz in Afghanistan eingesetzt. Das Beobachtungspanzerartilleriebataillon 131 aus Mühlhausen/Thüringen ist der erste Verband, der im Ausland das KZO-System einsetzte. Es folgte ab Januar 2010 das Artillerielehrregiment 345 aus Kusel.

KZO-Abschuss in Kundus, März 2012

## Komponenten des Gesamtsystems
2 Züge à:
- 1 × Startfahrzeug (Mercedes LKW 5t mil gl)
- 1 × Antennenfahrzeug MB 5t mil gl (2 t Überlast)
- 1 × Bodenkontrollstation MB 5t mil gl HÜ/Kabine 15ft, betrieben mit drei Soldaten (Kommandant, Navigator und Bildauswerter)
- 1 × Instandsetzungsfahrzeug MB 5t mil gl HÜ/Kabine 15ft
- 1 × Bergefahrzeug MB Unimog U5000
- 1 × Betankungsanlage MB 5t mil gl
- 5 × Drohne mit Transport- und Lagerbehälter (TuLb)

zusätzlich, nicht durch das Unternehmen gestellt:
- 1 × MB 5t mil gl / Kabine IIFM-A Bodengeräte Insttrupp
- 1 × MB Wolf (lang) Als Einsatz- und Kabelverlegetrupp (HVE)

- 2 × MB 2t mil gl / Kabine IFM-A Packesel/WSA MES2/3

## Drohne Mücke
Auf Basis der Drohne KZO wurde Ende der 1990er Jahre ein Versuchsmuster einer Drohne zur Durchführung elektronischer Gegenmaßnahmen (EloGM) entwickelt. Die EloGM-Drohne Mücke als ein „luftgestützter VHF/UHF-Störer“ sollte durch die Fähigkeit räumlich flexibel, flächendeckend und breitbandig zu stören, die Wirksamkeit bisheriger bodengestützter Abstandsstörer in entscheidendem Maße erweitern. Insgesamt wurden vier Versuchsmuster gebaut und in einem Feldversuch überprüft. Auf Grund von Antennenproblemen wurde eine vorgesehene Definitionsphase zur Umsetzung als Projekt vorzeitig beendet. Ein Versuchsmuster ist in der Wehrtechnischen Studiensammlung Koblenz ausgestellt.

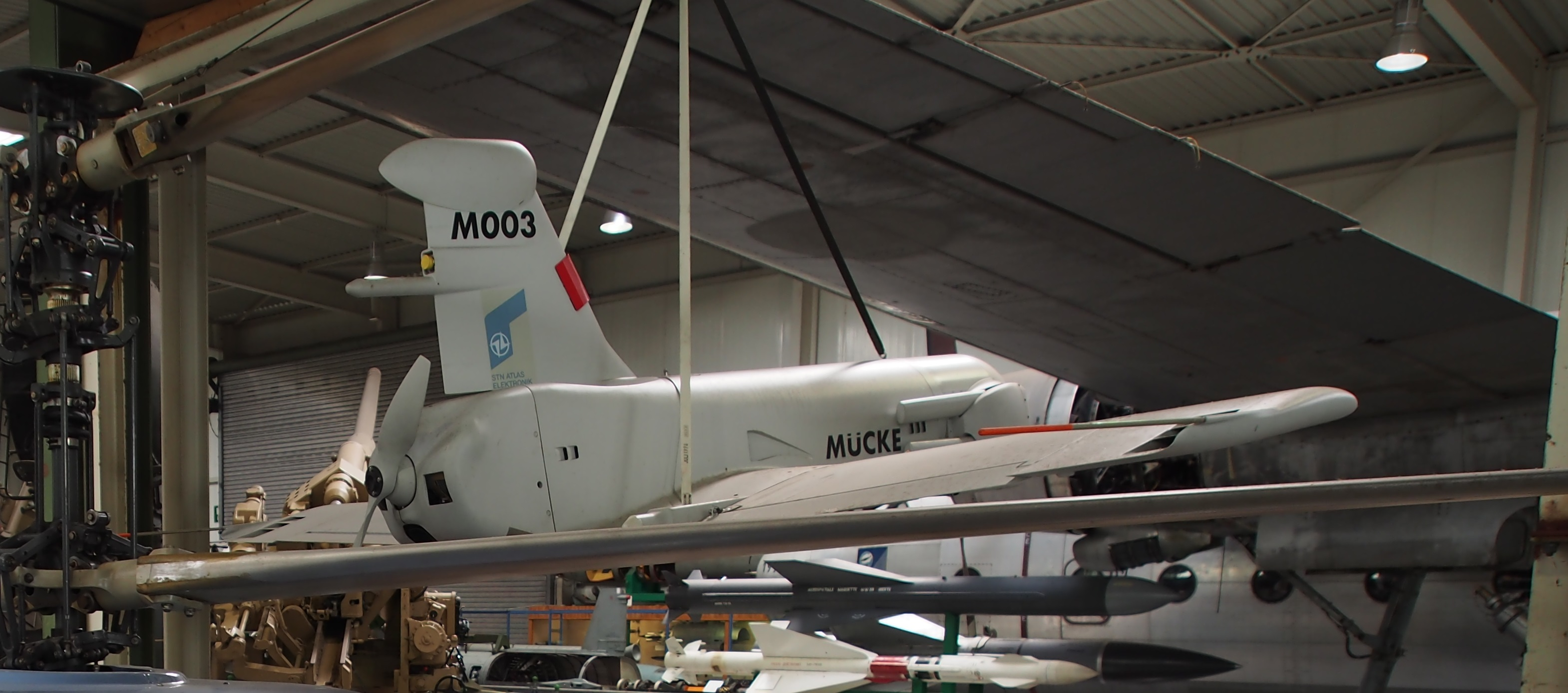
EloGM Drohne Mücke in der WTS Koblenz

## Technische Daten
| Kenngröße             | Daten                                                           |
| --------------------- | --------------------------------------------------------------- |
| Länge                 | 2,26 m                                                          |
| Spannweite            | 3,42 m                                                          |
| Höhe                  | 0,955 m                                                         |
| maximale Abflugmasse  | 168 kg (voll aufgerüstet)                                       |
| Geschwindigkeit       | 120–216 km/h                                                    |
| Antrieb               | Zwei-Zylinder-Heckpropellermotor von ZF Sachs mit 24 kW (33 PS) |
| Aufklärungsflughöhe   | 800–3000 m                                                      |
| Einsatzgipfelhöhen    | 300–3500 m                                                      |
| Maximale Flughöhe     | 4000 m                                                          |
| Aufklärungsreichweite | 065 km mit Störer, 100 km ohne Störer (max. 140 km)             |
| Mindesteinsatzdauer   | 3,5 h                                                           |
| maximale Einsatzdauer | 4 h                                                             |
| Aufklärungssensorik   | Wärmebildkamera Zeiss „Ophelios“ mit 8-fach Zoom                |